# Panczenlama
Panczenlama (tyb.: པན་ཆེན་བླ་མ, Wylie: pan-chen bla-ma, ZWPY: Bainqên Lama) – duchowny buddyjski, uważany za drugiego w hierarchii przywódcę duchowego buddyjskiej szkoły Gelugpa.
Obecny XI Panczenlama (Gendun Czokji Nima) (ur. 1989) został porwany i uwięziony przez władze Chin. Zgodnie z tradycją jest on odpowiedzialny za odnalezienie i intronizację kolejnego dalajlamy – duchowego i politycznego przywódcy Tybetu. Rząd chiński oficjalnie wyznaczył swojego kandydata na panczenlamę.
Sprawa porwania i uwięzienia panczenlamy odbiła się szerokim echem na arenie międzynarodowej. O natychmiastowe uwolnienie chłopca apelował Parlament Europejski, Kongres i administracja prezydenta USA, parlamentarzyści i przywódcy państw z całego świata.
XI Panczenlama jest uważany za najmłodszego więźnia politycznego.

## Lista panczenlamów
|     | Imię                           | Czas życia | Tybetański/Wylie                                                                               | ZWPY                                     | Inne spotykane transliteracje                                                                                        |
| --- | ------------------------------ | ---------- | ---------------------------------------------------------------------------------------------- | ---------------------------------------- | --- |
| 1.  | Khedrup Je                     | 1385–1438  | མཁས་གྲུབ་རྗེ་་ Mkhas-grub Rje,་ མྷས་གྲུབ་དགེལེགས་དཔལ་བཟང་ Mkhas-grub Dge-legs Dpal-bzang-po             | Kaichub Gêlêg Baisangbo                  | Khädrup Je, Khedrup Gelek Pelsang, Kedrup Geleg Pelzang, Khedup Gelek Palsang, Khedrup Gelek Pal Sangpo              |
| 2.  | Sönam Choklang                 | 1438–1505  | བསོད་ནམས་ཕྱོག་ཀྱི་གླང་པོ་་ Bsod-nams Phyogs-glang,་ བསོད་ནམས་ཕྱོགས་ཀྱི་གླང་པོ་ Bsod-nams Phyogs-kyi Glang-po | Soinam Qoilang, Soinam Qoigyi Langbo     | Sonam Choglang, Soenam Choklang                                                                                      |
| 3.  | Ensapa Lobsang Döndrup         | 1505–1568  | དབེན་ས་པ་བློ་བཟང་དོན་དྲུཔ་་ Dben-sa-pa Blo-bzang Don-grub                                            | Wênsaba Lobsang Toinchub                 | Gyalwa Ensapa, Ensapa Lozang Döndrup, Ensapa Losang Dhodrub                                                          |
| 4.  | Lobsang Czokji Gjalcen         | 1570–1662  | བློ་བཟང་ཆོས་ཀྱི་རྒྱལ་མཚན་་ Blo-bzang Chos-kyi Rgyal-mtshan                                            | Lobsang Qoigyi Gyaicain                  | Losang Chökyi Gyältsän, Lozang Chökyi Gyeltsen, Lobsang Choekyi Gyaltsen, Lobsang Choegyal, Lobsang Chökyi Gyaltsen  |
| 5.  | Lobsang Jesze                  | 1663–1737  | བློ་བཟང་ཡེ་ཤེས་་ Blo-bzang Ye-shes                                                                 | Lobsang Yêxê                             | Lobsang Yeshi, Losang Yeshe                                                                                          |
| 6.  | Lobsang Palden Yeshe           | 1738–1780  | བློ་བཟང་གྤལ་ལྡན་ཡེ་ཤེས་་ Blo-bzang Gpal-ldan Ye-shes                                                 | Lobsang Baidain Yêxê                     | Palden Yeshe, Palden Yeshi                                                                                           |
| 7.  | Palden Tenpai Nyima            | 1782–1853  | གྤལ་ལྡན་བསྟན་པའི་ཉི་མ་་ Gpal-ldan Bstan-pa'i Nyi-ma                                                 | Dainbai Nyima                            | Tänpä Nyima, Tenpé Nyima, Tempai Nyima, Tenpey Nyima                                                                 |
| 8.  | Tenpai Wangchuk                | 1855?–1882 | བསྟན་པའི་དབང་ཕྱུག་་ Bstan-pa'i Dbang-phyug                                                         | Dainbai Wangqug                          | Tänpä Wangchug, Tenpé Wangchuk, Tempai Wangchuk, Tenpey Wangchuk                                                     |
| 9.  | Thubten Chökyi Nyima           | 1883–1937  | ཐུབ་བསྟན་ཆོས་ཀྱི་ཉི་མ་་ Thub-bstan Chos-kyi Nyi-ma                                                   | Tubdain Qoigyi Nyima                     | Choekyi Nyima, Thubtän Chökyi Nyima                                                                                  |
| 10. | Lobsang Trinlej Czokji Gjalcen | 1938–1989  | བློབཟང་ཕྲིན་ལས་ལྷུན་གྲུབ་ ཆོས་ཀྱི་རྒྱལ་མཚན་་ Blo-bzang Phrin-las Lhun-grub Chos-kyi Rgyal-mtshan            | Lobsang Chinlai Lhünchub Qoigyi Gyaicain | Choekyi Gyaltsen, Chökyi Gyeltsen, Choekyi Gyaltse, Trinley Choekyi Gyaltsen, Lozang Trinlä Lhündrup Chökyi Gyältsän |
| 11. | Gendun Czokji Nima             | 1989–      | དགེ་འདུན་ཆོས་ཀྱི་ཉི་མ་་ Dge-'dun Chos-kyi Nyi-ma                                                     | Gêdün Qoigyi Nyima                       | Gendün Chökyi Nyima, Gendhun Choekyi Nyima                                                                           |
|     | Qoigyijabu                     | 1990–      | ཆོས་ཀྱི་རྒྱལ་པོ་་ Chos-kyi Rgyal-po                                                                  | Qoigyi Gyaibo                            | Choekyi Gyalpo, Chökyi Gyälbo, Gyaincain Norbu, Gyaltsen Norbu                                                       |